# Ergoterapeutforeningen
Ergoterapeutforeningen i forkortet form Etf) er navnet på den faglige forening, der varetager ergoterapeuternes og de ergoterapeutstuderendes interesser i Danmark og Grønland
Foreningen er medlem af Akademikerne (tidligere AC). 
Ergoterapeuter arbejder med børn, unge, voksne og ældre, der har svært ved at deltage i dagligdagens aktiviteter. Det vil sige alt det, du gør, fra du står op til du går i seng. Ergoterapeuter træner din krop, psyke og hjerne, og udvikler dine sanser og færdigheder i samarbejde med dig.
8 gange om året udgiver foreningen fagbladet Ergoterapeuten. Arkiveret 31. august 2018 hos  Wayback Machine
Ergoterapeutforeningen har i 2018-19 udarbejdet en grundfortælling. Arkiveret 26. oktober 2020 hos  Wayback Machine

## Antal medlemmer
Pr. 1. januar 2019 udgør medlemstallet 9.200 ergoterapeuter og studerende.
Foreningens formand har siden 2015 været ergoterapeut Tina Nør Langager.

## Historie
Ergoterapeuternes fagforening blev stiftet i 1938 under navnet Foreningen af Arbejds- og Beskæftigelsesterapeuter. I 1956 blev navnet ændret til Foreningen af Danske Beskætfigelsesterapeuter. Ergoterapeutforeningen har tidligere været medlem af FTF.

## Eksterne kilder, links og henvisninger
- Ergoterapeutforeningens hjemmeside Arkiveret 12. september 2007 hos  Wayback Machine

| Ergoterapi og fysioterapi | Spire Denne artikel om ergoterapi eller fysioterapi er en spire som bør udbygges. Du er velkommen til at hjælpe Wikipedia ved at udvide den. |